# 부인 (용어)
부인(符印)은 불교적 용어 중 하나이다.

## 개요
부인은 천왕과 같이 불교에서 쓰이는 용어로,  천부경을 천부인이라 부르기도 한다. 불교 말고도 대종교에서도 신물인 천부삼인에 부인이라는 용어가 쓰이고 있다.

## 같이 보기
- 천부인
- 금인
- 옥새